# The Outer Ones
| Recensione      | Giudizio |
| --------------- | -------- |
| Metal Trenches  |          |
| Metalitalia.com |          |
| Metallized.it   |          |
| NOW Toronto     |          |
| Sputnikmusic    |          |

The Outer Ones è il settimo album in studio del gruppo musicale statunitense Revocation, pubblicato il 28 settembre 2018 dalla Metal Blade Records.
L'album è l'ultimo dei Revocation realizzato con il chitarrista Dan Gargiulo, che lascerà la band nel 2020.

## Descrizione
La scrittura dell'album è stata fortemente ispirata alle opere dello scrittore horror statunitense Howard Phillips Lovecraft: il titolo stesso è un riferimento agli Dei Esterni (The Outer Gods) del ciclo di Cthulhu.
Stilisticamente, rispetto alle produzioni precedenti in The Greater Ones il gruppo si concentra più sulla parte più tecnica e progressive delle sue sonorità death metal, riducendo le incursioni puramente thrash metal a pochi e isolati episodi, e aumentando le influenze black metal.

## Tracce
Testi e musiche di David Davidson, eccetto dove indicato.
1. Of Unworldly Origin – 4:29
2. That Which Consumes All Things – 5:29
3. Blood Atonement – 4:44 (musica: Dan Gargiulo)
4. Fathomless Catacombs – 5:34
5. The Outer Ones – 5:42
6. Vanitas – 5:54
7. Ex Nihilo – 4:24
8. Luciferous – 4:49 (musica: Dan Gargiulo)
9. A Starless Darkness – 7:15

## Formazione
- David Davidson – voce, chitarra
- Dan Gargiulo – chitarra, voce secondaria
- Brett Bamberger – basso
- Ash Pearson – batteria

## Classifiche
| Classifica (2018)         | Posizione massima |
| ------------------------- | ----------------- |
| Canada                    | 64                |
| Regno Unito (independent) | 34                |
| Stati Uniti               | 46                |